# Elecciones a las Cortes Valencianas de 2011
Las elecciones a las Cortes Valencianas correspondientes a la VIII Legislatura de la Comunidad Valenciana del actual período democrático, se celebraron el 22 de mayo de 2011.
De manera simultánea se celebraron las elecciones municipales de España, así como elecciones en otras doce comunidades autónomas y en las dos ciudades autónomas.

## Disolución de las Cortes y convocatoria de elecciones

Diputados por circunscripción

El artículo 23.4 del Estatuto de Autonomía de la Comunidad Valenciana establece que la disolución y convocatoria de nuevas elecciones a las Cortes Valencianas se debe realizar por medio de un decreto del presidente de la Generalidad, el cual entrará en vigor el día de su publicación en el Diario Oficial de la Comunidad Valenciana (DOCV). En el mismo sentido se pronuncian los artículos 42 de la Ley Orgánica 5/1985 del Régimen Electoral General y 14 de la Ley 1/1987 Electoral Valenciana.
De este modo, las elecciones fueron convocadas el 29 de marzo de 2011, tras publicarse en el DOCV el «Decreto 2/2011, de 28 de marzo, del president de la Generalitat, de disolución de Les Corts y convocatoria de elecciones a las mismas», firmado el 28 de marzo por el presidente de la Generalidad Valenciana Francisco Camps, previa deliberación del Consejo de la Generalidad Valenciana. En el decreto, se disolvían las Cortes Valencianas elegidas el día 27 de mayo de 2007, se convocaban elecciones autonómicas para el día 22 de mayo de 2011 y se establecía el número de diputados a elegir en cada circunscripción electoral, sumando un total de 99:
- Circunscripción electoral de Alicante: 35 diputados.
- Circunscripción electoral de Castellón: 24 diputados.
- Circunscripción electoral de Valencia: 40 diputados.

Además, se fijaba que la campaña electoral tendría una duración de 15 días, desde las cero horas del día 6 de mayo de 2011 hasta las veinticuatro horas del día 20 de mayo de 2011, y finalmente indicaba que la sesión constitutiva de las nuevas Cortes Valencianas tendría lugar el día 9 de junio de 2011, a las 10:30 horas, en el Palacio de los Borja de Valencia.

## Situación en la legislatura anterior
En las elecciones anteriores el PP amplió su mayoría al conseguir 54 escaños, frente los 38 del PSPV-PSOE y los 7 de Compromís pel País Valencià coalición formada por Esquerra Unida del País Valencià y el Bloc Nacionalista Valencià entre otros.
En octubre de 2007 se filtró en los medios del Grupo Prisa que el líder de los socialistas valencianos Joan Ignasi Pla no había pagado una reforma de su casa por valor de 78 000 euros. Días después se vio obligado a pagar la factura y a dimitir como secretario general. Tras su marcha el PSPV-PSOE nombró una comisión gestora encabezada por Joan Lerma hasta la celebración de un nuevo congreso. Dicho congreso se celebró en septiembre de 2008 y ganó el entonces alcalde de Alacuás Jorge Alarte por veinte votos de diferencia frente al alcalde de Morella Joaquim Puig. En septiembre de 2010, durante el proceso de elección de candidato, el comité nacional del PSPV-PSOE eligió a Jorge Alarte, además, el exministro Antoni Asunción y ya candidato en 1999 recogió los avales suficientes para poder presentarse a las primarias, sin embargo cerca de 300 le fueron anulados y Asunción habló de "pucherazo". Por este motivo acudió a los tribunales para pedir la impugnación de las primarias, y debido a estas denuncias Asunción fue suspendido cautelarmente de militancia.
Por otro lado, la coalición Compromís pel País Valencià, formada por Esquerra Unida del País Valencià, el Bloc Nacionalista Valencià, Els Verds del País Valencià, Els Verds-Esquerra Ecologista del País Valencià e Izquierda Republicana, que esperaba obtener alrededor de 10 escaños, solo obtuvo 7, 5 de ellos de EUPV y 2 del BLOC. A raíz de la elección de representantes del Consejo de Administración de RTVV surgió una crisis interna. Por un lado EUPV, a quien correspondía la elección de dicho representante según los pactos preelectorales con el BLOC, proponía a Amadeu Sanchis. Por el otro lado los dos diputados del BLOC proponían a Rafael Xambó. Después de esto empezó una crisis interna en EUPV cuando 2 de los 5 diputados que había conseguido esta formación se unieron a los 2 diputados del BLOC en su propuesta de Rafa Xambó y destituyeron a Glòria Marcos como portavoz del grup parlamentario contraviniendo los pactos preelectorales del Compromís pel País Valencià (que también especificaban que la portavoz sería Glòria Marcos) y les decisiones internas de EUPV. Estas dos diputadas de EUPV, Mònica Oltra y Mireia Mollà de la corriente interna Esquerra i País fueron expulsadas del partido, y crearon un nuevo partido político: Iniciativa del Poble Valencià. De cara a las elecciones generales de España de 2008 la coalición ya estaba rota y se presentaron dos candidaturas: una formada por EUPV e IR, y otra formada por el BLOC, IdPV y Els Verds-Esquerra Ecologista del País Valencià, ninguna de las dos obtuvo escaño. En noviembre de 2008 el grupo parlamentario, con el voto de los 2 diputados del BLOC y de las dos exdiputadas de EUPV, expulsó a Glòria Marcos, que pasó al grupo de diputados no adscritos, los otros dos diputados de EUPV, Lluís Torró y Marina Albiol se fueron con ella. Por tanto, desde entonces el grupo parlamentario de Compromís estuvo formado por 4 diputados (2 del BLOC y 2 de Iniciativa) y el de no adscritos por los 3 de EUPV. En 2009 Glòria Marcos dejó su escaño y fue sustituida por la nueva cooordinadora general Marga Sanz. En estas elecciones EUPV se presentó en solitario, y el BLOC, IdPV y Els Verds-EE se presentaron bajo el nombre de Coalició Compromís. Els Verds del País Valencià, Los Verdes Ecopacifistas y Los Verdes-Grupo Verde formaron una coalición denominada Verdes y Ecopacifistas (Verds) con Pura Peris como candidata a la presidencia de la Generalidad Valenciana.
El Gobierno Valenciano y el Partido Popular de la Comunidad Valenciana se han visto involucrados en la trama de corrupción conocida como Caso Gürtel durante esta legislatura. Según el juez Garzón, el presidente de la Generalidad Valenciana, Francisco Camps y otros altos cargos del PP valenciano habían concedido adjudicaciones a empresas, a cambio de regalos, como vestidos, jaquetas, pantalones, cinturones... Según Garzón, existían registros en los cuales imputados en la trama hablaban de regalos a altos cargos populares de Valencia. Además, también asegura que hay facturas de las dos tiendas donde se compró la ropa, y declaraciones del sastre que se encargaba de suministrarla a Camps y sus colaboradores.
Según Garzón, estos sobornos estaban vinculados con la adjudicación de contratos por casi cinco millones de euros a la empresa de Francisco Correa en Valencia por cuatro años, para la organización de eventos, tanto para la Generalidad Valenciana como para el PPCV, como actos con motivo del V Encuentro Mundial de las Familias celebrado en Valencia en 2006, la organización del X Congreso regional del PP en 2002 donde Eduardo Zaplana fue reelegido presidente regional o stands de promoción turística a FITUR en sucesivas ediciones.
Además de Camps, también estarían implicados otros dirigentes del PP valenciano, como el exsecretario general, Ricardo Costa, o el exsecretario de organización, Víctor Campos, primero en dimitir como dirigente del partido en Castellón, forzado por la dirección del PP en Madrid.
Otro caso de corrupción destapado durante esta legislatura fue el Caso Brugal en el que se investigan delitos de soborno, extorsión y tráfico de influencias en la adjudicación de contratos públicos en concursos de gestión de los servicios de recogida de basuras en varias localidades gobernadas por el Partido Popular en la provincia de Alicante. Están imputados el presidente de la diputación provincial de Alicante Joaquín Ripoll, los empresarios Ángel Fenoll y Enrique Ortiz (también involucrado en la trama Gürtel) y varios concejales de Orihuela entre otros.
El 8 de abril de 2011 las listas autonómicas del PPCV fueron aprobadas por el Comité Nacional del PP, en ellas se encuentran nueve implicados por casos de corrupción (Francisco Camps y Ricardo Costa imputados por el Caso Gürtel, Pedro Hernández Mateo imputado por tráfico de influencias, Milagrosa Martínez, Vicente Rambla, David Serra y Yolanda García por el Caso Gürtel y Sonia Castedo y Luís Díaz Alperi por el Caso Brugal). Además hay un décimo, Jorge Bellver concejal de urbanismo de Valencia imputado por prevaricación urbanística.

## Candidaturas

### Candidaturas con representación previa en las Cortes Valencianas
A continuación, se muestra la lista de las candidaturas electorales que obtuvieron representación en las últimas elecciones a las Cortes Valencianas. Las candidaturas aparecen enumeradas en orden descendente de escaños obtenidos en las anteriores elecciones. Así mismo, los partidos y alianzas que conforman el gobierno en el momento de las elecciones están sombreados en verde claro.
| Candidatura | Candidatura                               | Integrantes     | Candidato/a | Candidato/a                       | Diputados previos (2007) |
| ----------- | ----------------------------------------- | --------------- | ----------- | --------------------------------- | ------------------------ |
|             | Partido Popular                           | PPCV            |             | Francisco Camps (Presidente e.f.) | 54                       |
|             | Partido Socialista Obrero Español         | PSPV-PSOE       |             | Jorge Alarte                      | 38                       |
|             | Bloc-Iniciativa-Verds: Coalició Compromís | BLOC IdPV EE-EV |             | Enric Morera                      | 4 (CPV)                  |
|             | Esquerra Unida del País Valencià          | EUPV            |             | Marga Sanz                        | 3 (CPV)                  |

### Resto de candidaturas
A continuación, se muestra un listado con todas las candidaturas proclamadas por la Junta Electoral de la Comunidad Valenciana ordenadas alfabéticamente, junto con los candidatos de cada provincia. En negrita se resalta el candidato o la candidata a la presidencia de la Generalidad Valenciana en aquellos casos en que se haya comunicado.
|                                                    | Centro Democrático Liberal (CDL)                                                                | Joaquín Francisco López Compañ | Joaquín Lorenzo Zaragozá Galindo | María Amparo Picó Peris        |
|                                                    | Centro Liberal Renovador (CLr)                                                                  | Pedro Antonio Mancebo Gilabert |                                  |                                |
|                                                    | Ciudadanos en Blanco (CenB)                                                                     |                                |                                  | Vicente Manuel Mañó Raga       |
|                                                    | Coalición Valenciana (CVa)                                                                      | María Antonia Sastre Salort    | Vicente Bone Vidal               | Alfonso Doménech Irles         |
|                                                    | Coalición Verdes y Ecopacifistas (LV-LVE)                                                       | Manuel Gallud Gilabert         | Clara Rebolledo Gaudes           | Purificación Peris García      |
|                                                    | Democracia Nacional (DN)                                                                        | Rudi Miguel Blauhut Femenia    | Juan Manuel Sales Ortí           | Arturo Álvarez San Agustín     |
|                                                    | España 2000 (E-2000)                                                                            | Ernesto Milà Rodríguez         | Santiago Bojados Ferrando        | José Luis Roberto Navarro      |
|                                                    | Esquerra Nacionalista Valenciana-República Valenciana/Partido Valencianista Europeo (ENV-RVPVE) |                                |                                  | Nicolau Colomar Lloret         |
|                                                    | Esquerra Republicana del País Valencià (ERPV)                                                   | Antoni Mulet Grimalt           | Rafael Fabregat Prats            | Agustí Frederic Cerdà Argent   |
|                                                    | Falange Auténtica (FA)                                                                          | Enrique Antigüedad Sánchez     |                                  | Francisco Sánchez Sánchez      |
|                                                    | Falange Española de las JONS (FE de las JONS)                                                   |                                |                                  | Jorge Molina Lara              |
|                                                    | La República (LR)                                                                               |                                |                                  | Vicent Alonso Climent          |
|                                                    | Movimiento por la Unidad del Pueblo-Republicanos (MUP-R)                                        | Vanessa Pinilla Guerra         |                                  | Rubén Alba Torres              |
|                                                    | Partido Antitaurino Contra el Maltrato Animal (PACMA)                                           | José Luis Sánchez Sánchez      | José Ramón Puig Herraiz          |                                |
|                                                    | Partido Comunista de los Pueblos de España (PCPE)                                               | Álvaro Luque Sánchez           | Francisco José Tendero Egea      | Aitor Manero Guillem           |
|                                                    | Partido de los Extranjeros (Pdex)                                                               |                                |                                  | Wilson Hernando Bolívar Gil    |
|                                                    | Partido Familia y Vida (PFiV)                                                                   | María Jesús Luzán González     | Vicente José Serra Martí         |                                |
|                                                    | Partido Humanista (PH)                                                                          | Adrián Clemente Bertomeu       |                                  | Josefa Robles Garrido          |
|                                                    | Partido Social Patriota Español (SPES)                                                          |                                |                                  | Felipe Antonio Navarro Tamarit |
|                                                    | Unificación Comunista de España (UCE)                                                           | Juan Ramón Jaén Morcillo       |                                  | María José Salvador Pérez      |
|                                                    | Unión Progreso y Democracia (UPyD)                                                              | Joaquín Vicente Andreu Gómez   | Joaquín Catalán Berga            | Rafael Soriano Hernández       |
|                                                    | Units per València (UxV)                                                                        | Josep Lluís Mira Conca         | Miguel Ángel Gascón Rocha        | Carles Francesc Choví Añó      |
| Fuente: Junta Electoral de la Comunidad Valenciana |                                                                                                 |                                |                                  |                                |

## Encuestas
| Encuesta               | PPCV    | PSPV-PSOE | Compromís | EUPV   | UPyD  | Otros  | No decidido |
| ---------------------- | ------- | --------- | --------- | ------ | ----- | ------ | ----------- |
|                        |         |           |           |        |       |        |             |
| Público(4/2010)        | 51 %    | 31,2 %    | 3,7 %     | 8 %    | -     | 4,7 %  |             |
| Proyección de escaños  | 57-58   | 35-36     | 0         | 6      | -     | -      |             |
| El Mundo (5/2010)      | 55,8 %  | 30,7 %    | 2,5 %     | 6,4 %  | -     | 4,6 %  |             |
| Proyección de escaños  | 59-64   | 30-33     | 0         | 4-6    | -     | -      |             |
| Las Provincias(9/2010) | 53,4 %  | 31,7 %    | 3,5 %     | 6,4 %  | -     | 5 %    |             |
| Proyección de escaños  | 57      | 36        | 0         | 6      | -     | -      |             |
| El País(10/2010)       | 51,2 %  | 29,3 %    | 3,5 %     | 6,7 %  | -     | 9,3 %  |             |
| Proyección de escaños  | 60      | 33        | 0         | 6      | -     | -      |             |
| PSOE(11/2010)          | 56,05 % | 29,93 %   | 3,99 %    | 5,26 % | -     | 4,77 % |             |
| Proyección de escaños  | 60      | 35        | 0         | 4      | -     | -      |             |
| El Mundo(1/2011)       | 56,7 %  | 27,3 %    | 3 %       | 5,6 %  | -     | 7,4 %  |             |
| Proyección de escaños  | 63-65   | 29-32     | 0         | 4-5    | -     | -      |             |
| ABC(3/2011)            | 55,1 %  | 30,5 %    | 3,7 %     | 6,8 %  | -     | 3,9 %  |             |
| Proyección de escaños  | 60      | 33        | 0         | 6      | -     | -      |             |
| Público(4/2011)        | 50,4 %  | 32,6 %    | 5,7 %     | 5,7 %  | -     | 5,6 %  |             |
| Proyección de escaños  | 55      | 35        | 4         | 5      | -     | -      |             |
| COPE(4/2011)           | 54,2 %  | 31,6 %    | 3,7 %     | 6,7 %  | -     | 3,8 %  |             |
| Proyección de escaños  | 57-59   | 33-35     | 0         | 6-7    | -     | -      |             |
| El Mundo(4/2011)       | 52,3 %  | 32,6 %    | 3,5 %     | 6,4 %  | -     | 5,2 %  |             |
| Proyección de escaños  | 56-59   | 36-39     | 0         | 4      | -     | -      |             |
| CIS(5/2011)            | 53,1 %  | 28,8 %    | 2,7 %     | 7,1 %  | 1,7 % | 4,4 %  |             |
| Proyección de escaños  | 60      | 33        | 0         | 6      | 0     | -      |             |
| La Gaceta(5/2011)      | 54,1 %  | 31,1 %    | 3,9 %     | 7,2 %  | -     | -      |             |
| Proyección de escaños  | 58      | 35        | 0         | 6      | -     | -      |             |
| Las Provincias(5/2011) | 52,6 %  | 30,1 %    | 3,2 %     | 6,0 %  | 1,6 % | 6,5 %  | 15,6 %      |
| Proyección de escaños  | 58-60   | 34-36     | 0         | 3-5    | 0     | -      |             |
| Antena 3(5/2011)       | 51,3 %  | 29,2 %    | 4,4 %     | 8,3 %  | -     | 6,8 %  |             |
| Proyección de escaños  | 56-58   | 32-34     | 0         | 9      | -     | -      |             |
| El País(15/05/2011)    | 51,6 %  | 28,7 %    | 4,2 %     | 7,1 %  | -     | 8,4 %  |             |
| Proyección de escaños  | 59      | 33        | 0         | 7      | -     | -      |             |

## Campaña electoral

### Actos de campaña
La campaña electoral empezó oficialmente la noche entre el día 5 y 6 de mayo, a las 0 horas.
Francisco Camps empezó la campaña junto a Rita Barberá en la sede del Partido Popular valenciano asegurando que "España se pondrá en pie y volverá otra vez a haber trabajo para todos" con el gobierno del PP en España, comparando la situación actual con la de 1996 e insistiendo en que las próximas elecciones autonómicas son la antesala de un triunfo nacional para el PP. Barberá afirmó que "debería empezar la fiesta de la democracia, pero es imposible tener sentimiento de fiesta cuando hay cinco millones de parados" y presentó a Camps como una persona "terriblemente maltratada por el socialismo". En el acto también participaron Antonio Clemente, Sonia Castedo y Alberto Fabra.
En cuanto a los socialistas valencianos, Jorge Alarte, frente a la sede del PSPV-PSOE pidió el voto para “devolver la ilusión y la esperanza a los valencianos y valencianas” y reclamó "devolver a la Comunitat Valenciana la honradez; la honradez para pagar las facturas que se deben, la honradez para sanear la Generalitat, para acabar con el despilfarro y para que el dinero sirva para mejorar las condiciones de vida de los cinco millones de valencianos y valencianas". Lo acompañaba en este primer acto de campaña el candidato a la alcaldía de Valencia Joan Calabuig y manifestó su intención de "cambiar la política del pasado, la de las mentiras, la de Camps, que mintió en todo; por la política honrada de la eficiencia, la solvencia, la responsabilidad y la dignidad para los valencianos y valencianas".
Desde Esquerra Unida del País Valencià empezaron con 3 actos, uno en cada capital de provincia. En Valencia, Marga Sanz, acompañada por Amadeu Sanchis (candidato a la alcaldía de la ciudad), pidió el voto a "aquellas personas que sufren la crisis pero no la han provocado", y afirmó que las políticas de izquierdas eran la única salida a la crisis frente al modelo neoliberal del PP y el PSOE. Prometió llevar al parlamento valenciano las propuestas de izquierdas para frenar el paro y la corrupción.
Compromís empezó la campaña electoral en un hotel próximo a la Ciudad de las Artes y las Ciencias, con Enric Morera afirmando que están "en la recta final de un largo trabajo de configurar una alternativa progresista y al servicio de los intereses del pueblo valenciano, frente a la derecha que representa el Partido Popular o las políticas del PP que representan al PSOE". Lo acompañaba en este acto Joan Ribó, candidato a la alcaldía de la ciudad de Valencia.
UPyD tras la tradicional pegada de carteles, abrió la campaña electoral en Valencia con un mitin en la calle en el que intervinieron Rosa Díez, Rafael Soriano —candidato a la Generalidad— y Ramón Igual —candidato al ayuntamiento de Valencia—. Díez y los candidatos mostraron su apuesta en la lucha contra la corrupción y la necesidad de que los ciudadanos se impliquen en la política, de hecho animaron a los presentes a preguntarles directamente.

## Resultados

### Autonómico
Aquí se muestran los resultados totales de las candidaturas que obtuvieron al menos el 5 % de los votos emitidos.
|  | 49,42 % |

|  | 28,04 % |

|  | 7,19 % |

|  | 5,90 % |

|  | 6,98 % |

|  | 2,48 % |

|  | 70,19 % |

### Por circunscripciones
|  | 68,19 % |

|  | 69,93 % |

|  | 71,52 % |

### Diputados electos
Tras estos resultados, la Junta Electoral de la Comunidad Valenciana proclamó como diputados de las Cortes Valencianas para la legislatura 2011-2015 a los siguientes candidatos:
| Elecciones a las Cortes Valencianas de 2011 Diputados electos | Elecciones a las Cortes Valencianas de 2011 Diputados electos | Elecciones a las Cortes Valencianas de 2011 Diputados electos | Elecciones a las Cortes Valencianas de 2011 Diputados electos | Elecciones a las Cortes Valencianas de 2011 Diputados electos |
| Candidatura                                                   | Candidatura                                                   | Alicante | Castellón | Valencia |
| ------------------------------------------------------------- | ------------------------------------------------------------- | --- | --- | --- |
|                                                               | PPCV (55 diputados)                                           | 1. Sonia Castedo Ramos 2. Gerardo Camps Devesa 3. María Milagrosa Martínez Navarro 4. Luis Bernardo Díaz Alperi 5. Rafael Maluenda Verdú 6. José Císcar Bolufer 7. Trinidad María Miró Mira 8. Angélica Gemma Such Ronda 9. Mario Francisco José Flores Lanuza 10. David Francisco Serra Cervera 11. Ángela María Barceló Martorell 12. César Augusto Asencio Adsuar 13. Pedro Ángel Hernández Mateo 14. María José García Herrero 15. Andrés Antonio Ballester Costa 16. César Sánchez Pérez 17. María Elena Bonet Mancheño 18. Antonio Vicente Peral Villar 19. Yolanda García Santos 20. Eva Ortiz Vilella | 1. Alberto Fabra Part 2. María Soledad Linares Rodríguez 3. Manuel Cervera Taulet 4. Vicente Rambla Momplet 5. María Fernanda Vidal Causanilles 6. Alejandro Font de Mora Turón 7. Ricardo Costa Climent 8. Rosa María Barrieras Mombrú 9. Ricardo Martínez Rodríguez 10. María del Carmen Amorós Granell 11. Juan Mariano Castejón Chaler 12. Rubén Ibáñez Bordonau 13. Jaime Mundo Alberto | 1. Francisco Enrique Camps Ortiz 2. María Rita Barberá Nolla 3. Antonio Ángel Clemente Olivert 4. Francisca Mercedes Hernández Miñana 5. Alfonso Rus Terol 6. Juan Gabriel Cotino Ferrer 7. Paula Sánchez de León Guardiola 8. Rafael Blasco Castany 9. Serafín Castellano Gómez 10. Belén Juste Picón 11. María José Catalá Verdet 12. Vicente Betoret Coll 13. José Marí Olano 14. Alfredo Cesáreo Castelló Sáez 15. Alicia de Miguel García 16. Jorge Bellver Casaña 17. Verónica Marcos Puig 18. Rafael Ferraro Sebastiá 19. Eduardo Ovejero Adelantado 20. Esther Mártires Franco Aliaga 21. Luis Miguel Ibáñez Gadea 22. Fernando María Giner Giner |
|                                                               | PSPV-PSOE (33 diputados)                                      | 1. Ángel Luna González 2. Ana Barceló Chico 3. Vicente Arques Cortés 4. José Manuel Sánchez Asencio 5. María Vicenta Crespo Domínguez 6. Ferran Josep Verdú Monllor 7. Javier Carlos Macho Lorenzo 8. Julián López Milla 9. Verónica López Ramón 10. María Dolores Huesca Rodríguez 11. Antonio Torres Salvador 12. Jordi Serra Ferrer | 1. Francisco Toledo Lobo 2. Óscar Tena García 3. Clara Tirado Museros 4. Juan Ignacio Subías Ruiz de Villa 5. Ana María Besalduch Besalduch 6. José Benlloch Fernández 7. María José Salvador Rubert 8. Vicent Esteve Nebot 9. Delia Valero Ferri | 1. Jorge Alarte Gorbe 2. Carmen Martínez Ramírez 3. Cristina Moreno Fernández 4. Carmen Ninet Peña 5. Víctor Manuel Sahuquillo Martínez 6. Pilar Teresa Sarrión Ponce 7. Francesc de Borja Signes Núñez 8. Eva Martínez Ruiz 9. Rafael Rubio Martínez 10. Alfredo Miguel Boix Pastor 11. Juan Soto Ramírez 12. Josep Lluís Moreno Escrivà |
|                                                               | Coalició Compromís (6 diputados)                              | 1. Mireia Mollà Herrera | 1. Josep Maria Pañella Alcácer | 1. Enric Xavier Morera i Català 2. Mónica Oltra Jarque 3. Juan Ignacio Ponce Guardiola 4. Francesc Xavier Ferri Fayos |
|                                                               | EUPV (5 diputados)                                            | 1. Lluís Torró Gil 2. Esther López Barceló | 1. Marina Albiol Guzmán | 1. Rosario Margarita Sanz Alonso 2. Ignacio Blanco Giner |
| Fuente: Cortes Valencianas                                    |                                                               | | | |

## Votaciones de investidura en la legislatura
| Resultado de la votación de investidura del presidente de la Generalidad Valenciana | Resultado de la votación de investidura del presidente de la Generalidad Valenciana | Resultado de la votación de investidura del presidente de la Generalidad Valenciana | Resultado de la votación de investidura del presidente de la Generalidad Valenciana | Resultado de la votación de investidura del presidente de la Generalidad Valenciana | Resultado de la votación de investidura del presidente de la Generalidad Valenciana | Resultado de la votación de investidura del presidente de la Generalidad Valenciana | Resultado de la votación de investidura del presidente de la Generalidad Valenciana | Resultado de la votación de investidura del presidente de la Generalidad Valenciana | Resultado de la votación de investidura del presidente de la Generalidad Valenciana |
| Candidato                                                                           | Fecha                                                                               | Voto                                                                                | PPCV                                                                                | PSPV-PSOE                                                                           | Compromís                                                                           | EUPV                                                                                | Total                                                                               |                                                                                     |                                                                                     |
| ----------------------------------------------------------------------------------- | ----------------------------------------------------------------------------------- | ----------------------------------------------------------------------------------- | ----------------------------------------------------------------------------------- | ----------------------------------------------------------------------------------- | ----------------------------------------------------------------------------------- | ----------------------------------------------------------------------------------- | ----------------------------------------------------------------------------------- | ----------------------------------------------------------------------------------- | ----------------------------------------------------------------------------------- |
| Francisco Camps (PPCV)                                                              | 14 de junio de 2011 Mayoría requerida: absoluta (50/99)                             | Sí                                                                                  | 55                                                                                  |                                                                                     |                                                                                     |                                                                                     | 55/99                                                                               |                                                                                     |                                                                                     |
| Francisco Camps (PPCV)                                                              | 14 de junio de 2011 Mayoría requerida: absoluta (50/99)                             | No                                                                                  |                                                                                     | 32                                                                                  | 6                                                                                   | 5                                                                                   | 43/99                                                                               |                                                                                     |                                                                                     |
| Francisco Camps (PPCV)                                                              | 14 de junio de 2011 Mayoría requerida: absoluta (50/99)                             | Abs.                                                                                |                                                                                     |                                                                                     |                                                                                     |                                                                                     | 0/99                                                                                |                                                                                     |                                                                                     |
| Francisco Camps (PPCV)                                                              | 14 de junio de 2011 Mayoría requerida: absoluta (50/99)                             | Aus.                                                                                |                                                                                     | 1                                                                                   |                                                                                     |                                                                                     | 1/99                                                                                |                                                                                     |                                                                                     |
| Alberto Fabra (PPCV)                                                                | 26 de julio de 2011 Mayoría requerida: absoluta (50/99)                             | Sí                                                                                  | 55                                                                                  |                                                                                     |                                                                                     |                                                                                     | 55/99                                                                               |                                                                                     |                                                                                     |
| Alberto Fabra (PPCV)                                                                | 26 de julio de 2011 Mayoría requerida: absoluta (50/99)                             | No                                                                                  |                                                                                     | 32                                                                                  | 6                                                                                   | 5                                                                                   | 43/99                                                                               |                                                                                     |                                                                                     |
| Alberto Fabra (PPCV)                                                                | 26 de julio de 2011 Mayoría requerida: absoluta (50/99)                             | Abs.                                                                                |                                                                                     |                                                                                     |                                                                                     |                                                                                     | 0/99                                                                                |                                                                                     |                                                                                     |
| Alberto Fabra (PPCV)                                                                | 26 de julio de 2011 Mayoría requerida: absoluta (50/99)                             | Aus.                                                                                |                                                                                     | 1                                                                                   |                                                                                     |                                                                                     | 1/99                                                                                |                                                                                     |                                                                                     |
| Fuente: Cortes Valencianas                                                          |                                                                                     |                                                                                     |                                                                                     |                                                                                     |                                                                                     |                                                                                     |                                                                                     |                                                                                     |                                                                                     |